# Sigurd Andersson
Karl Sigurd Andersson (Kalix, 18 luglio 1926 – Kalix, 5 febbraio 2009) è stato un fondista svedese.

## Biografia
Originario di Börjelsbyn di Kalix, in un'epoca di dilettantismo puro Andersson quotidianamente lavorava come taglialegna. Si mise in luce ai campionati locali del 1946, quando vinse un argento juniores e la gara a squadre. Vinse il bronzo nella 15 km dei Campionati nazionali del 1950 e nello stesso anno entrò a far parte della nazionale svedese; l'anno successivo vinse la 18 km e fu secondo nella staffetta di Garmisch-Partenkirchen.
Ai Sci di fondo ai VI Giochi olimpici invernali di Oslo 1952 vinse la medaglia di bronzo nella staffetta 4x10 km, con  Martin Lundström, Nils Täpp e Enar Josefsson, con il tempo totale di 2:24:13,0. Meglio di loro fecero le nazionali della Finlandia e della Norvegia. Sempre nel 1952 vinse il suo unico titolo nazionale, sempre in staffetta.
Nel 1955 Andersson vinse tutti titoli locali riguardanti lo sci di fondo.

## Palmarès

### Olimpiadi
- 1 medaglia, valida anche ai fini iridati:

1 bronzo (staffetta a Oslo 1952)

### Campionati svedesi
- 2 medaglie[1][2]:

1 oro (staffetta nel 1952)
1 bronzo (15 km nel 1950)